# Religió civil
La religió civil són els valors religiosos implícits d'una nació, expressats a través de rituals públics, símbols (com la bandera nacional) i cerimònies en dies sagrats i en llocs sagrats (com monuments, camps de batalla, o cementiris nacionals). Encara que sigui diferent de la religió de les Esglésies, els oficiants i les cerimònies de l'Església de vegades s'incorporen a la pràctica de la religió civil. Països descrits com a posseïdors de religió civil inclouen França, Corea del Sud, l'antiga Unió Soviètica i els Estats Units.
És un terme originalment concebut pel filòsof francès Jean Jacques Rousseau i posteriorment desenvolupat pel sociòleg nord-americà Robert Bellah, el 1960, en referència a la religió transcendent i universal d'una nació.